# ジャチント・シェルシ
ジャチント・シェルシ（Giacinto Scelsi, 1905年1月8日 - 1988年8月9日）は、イタリア・ラ・スペツィア生まれの現代音楽の作曲家、詩人。

## 経歴
貴族の末裔として生まれ、Giacinto Sallustioに作曲の手ほどきを受け、1935年から36年にWalter Kleinに十二音技法を師事した。1945年以降、他の作曲家との「共同作曲」という作業形態をとり、少なくとも1970年代までこのメソッドで作品を量産した。1980年代に入ると自作の販促活動および作曲技法伝授が主になり、アンサンブル・シッダルタ、アンサンブル・2e2mなどとのコラボレーションで知られた。ダルムシュタット夏季現代音楽講習会にも招かれた。
死の直前になってサラベール社がデ・サンティスとシャーマーに預けた作品以外をすべて出版し、イタリアではなくドイツでオーケストラ作品が初演され、共同作曲時代が詳しく暴かれたのは没後の話である。詩作も行っており、CDのライナーノートに最晩年の創作が残されている。ローマ系イタリア現代音楽は1980年代末までほとんどイタリア国外に流出することがなかったが、本人が積極的に国外へのプロモーションを行ったために、西ヨーロッパ、アメリカ、日本を中心にCD録音が1990年代から流行した。
平山美智子は山羊座の歌を二度録音した。本人の性格を反映した棒に丸が乗っただけの署名を愛好し、写真撮影を非常に嫌っていたが、第二次世界大戦以前の若干の公式写真と後妻の撮影した後年のプライベート写真は残されている。

### 共同作曲
シェルシの死後、イタリアの作曲家ヴィエーリ・トサッティ（Vieri Tosatti）は、音楽雑誌に掲載された「ジャチント・シェルシ、それは私だ」というインタビュー記事において、少なくとも1940年代以降の、シェルシ名義で発表された作品には、トサッティをはじめとする複数の作曲家が関与している、ということを明らかにした。トサッティがシェルシの「共同作曲者」となったのは1947年からで、それ以前に一人、同様の役割を担っていた人物がいた。
なお、長木誠司は、シェルシの作風の変化について、トサッティの証言と合致する部分が多いとし、特に、1950年代にピアノ曲を立て続けに書いた後、『四つの小品』を境目に、ピアノ曲がほとんど書かれなくなったことは、その典型であるとしている。
トサッティの証言によると、共同作曲の形態は、次のような4段階で変化していったという。
最初の段階は、十二音技法を用いた作品において、シェルシが十二音の音列を素材として与え、トサッティがそれに基づいて作曲をするという形態であった。この方法でまず完成された作品は『弦楽四重奏曲第1番』であり、その後、前任の「共同作曲者」の仕事を引き継いでトサッティが『ことばの誕生』を完成させた。第二の段階は、シェルシによるピアノの即興演奏を採譜するというものであり、ほとんどのピアノ曲は、シェルシと、トサッティの紹介により採譜を担当したセルジョ・カファーロ
の共同作業により書かれたという。第三の段階は、単音しか出せない代わりに、足車を回転させることで微分音を出すことが出来る電気鍵盤楽器「オンディオリーナ」を、シェルシが2台購入した頃から始まり、シェルシが一つの鍵盤を押して、即興的に音を変化させながら録音した音を元にトサッティが作曲をする、という作業形態を取るようになった。この手法による最初の作品、オーケストラのための『四つの小品』は、いわゆる「ひとつの音」（一つの音を聴き込む、という手法）による最初の作品である。
1966年に、トサッティとシェルシの関係は解消し、「共同作曲者」の後任に、トサッティは自らの弟子であるリッカルド・フィリッピニを選んだ。その後、トサッティの元に再びシェルシから共同作業の打診があった際に、シェルシからは単純な図形の素描が送り届けられ、トサッティはそれを元に音符を書いたという。しかし、この「第四段階」の作業形態をとった作品は多くない。

### エピソード
トサッティの証言はシェルシの死後なされたものであったにも関わらず、シェルシの生前から、イタリアにおいては、一部の作曲家の間でシェルシとトサッティの関係は「公然の秘密」であった。しかし、国外ではシェルシの「共同作曲」の事実は知られておらず、『ことばの誕生』が国際現代音楽協会（ISCM）の大会で初演されることになった際に、ゴッフレド・ペトラッシに対して、ISCMフランス代表の指揮者、ロジェ・デゾルミエールが「イタリアにはジャチント・シェルシという偉大な作曲家がいる」と語ったが、「共同作曲」の事情を知っているペトラッシは、笑いを堪えきれなかったという。

### スペクトル楽派
シェルシの身辺があわただしくなったのは、トサッティが作業を辞めた1970年代である。メディチ家滞在奨学生制度を利用して、ジェラール・グリゼーとトリスタン・ミュライユがシェルシの家に押し掛けて、シェルシの作曲法を聞き出したのである。シェルシ本人は自らの技術を秘教化せず、創作プロセスのみを伝えた。これにミカエル・レヴィナスとユグ・デュフールが続き、彼らは後にスペクトル楽派と呼ばれるようになった。

## 作品
ジャチント・シェルシの作品一覧

## 著作
- Le Poids net et l'Ordre de ma vie, Vevey, 1945
- Sommet du feu, Rome, 1947
- Le Poids net, éditions GLM (Guy Levis Mano), 1949
- L'Archipel Nocturne, éditions GLM, 1954
- La conscience aiguë, éditions GLM, 1962
- Cercles, Éditions Le parole gelate, Rome, 1986
- Il Sogno 101 (Dream 101), an autobiographical book. Macerata: Quodlibet, 2010.
- L'homme du son, poetry edited and with commentary by Luciano Martinis, with collaboration from Sharon Kanach. Actes Sud 2006. 品切れ
- Les anges sont ailleurs, writings on Scelsi's life, music and art. Actes Sud, 2006. 品切れ
- Il Sogno 101, an autobiography. Actes Sud. 品切れ